# جو مور (موسيقي)
جو مور (بالإنجليزية: Joe Moore)‏ هو موسيقي أسترالي، ولد في يناير 1991 في إنجلترا في المملكة المتحدة.